# Museo de la Luz
El Museo de la Luz es un museo temático de la Dirección General de Divulgación de la Ciencia de la Universidad Nacional Autónoma de México (UNAM), inaugurado el 18 de noviembre de 1996. En este museo se exploran las distintas facetas del fenómeno de la luz y su relación con la ciencia, el arte y la historia.
Desde el 24 de enero de 2011, el Museo de la Luz se ubica en su segunda sede: el Patio Chico del Antiguo Colegio de San Ildefonso, una de las edificaciones coloniales más importantes del centro histórico de la Ciudad de México, cuya fundación data de 1588 por la Compañía de Jesús. Este recinto, testigo de notables acontecimientos que han marcado el rumbo de México, suma su riqueza histórica y artística a los contenidos científicos del museo, generando un discurso novedoso y original en el ámbito de los museos de ciencias.

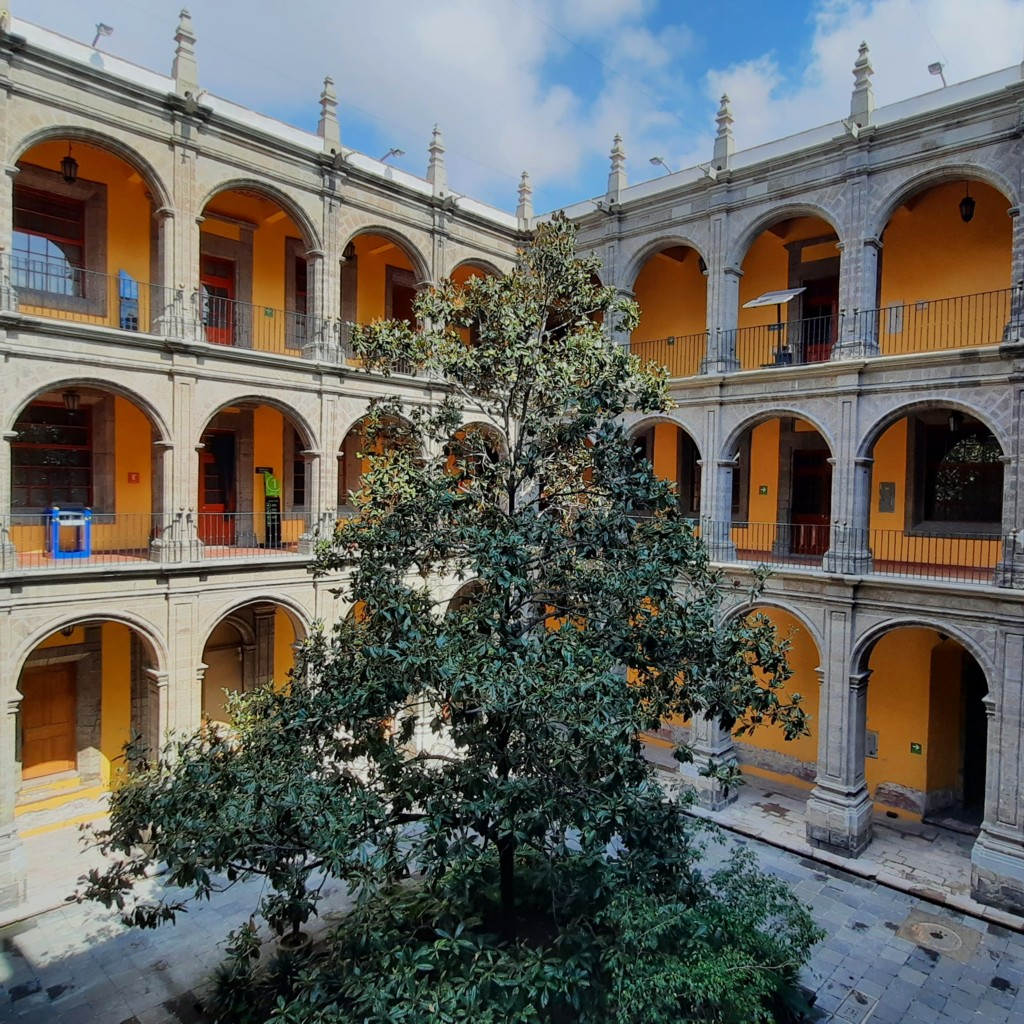
Patio Chico del Antiguo Colegio de San Ildefonso, actual sede del Museo de la Luz

## Exposiciones
El Museo de la Luz cuenta con cinco salas de exposiciones permanentes:
- Naturaleza de la luz: En esta sala, dividida en cuatro secciones, se exploran los principales conceptos de la física de la luz para conocer cómo se origina, qué efectos provoca su interacción con la materia y qué explicaciones hay sobre su naturaleza.

- La luz de las estrellas: En esta sala se explica cómo es que la luz que emiten las estrellas ofrece información sobre su edad, temperatura, masa, composición química y la distancia que nos separa de ellas.
- Un mundo de colores: Una sala dedicada a los colores, tanto de la luz como de los pigmentos, para conocer su obtención, sus características y el resultado de sus combinaciones.
- La visión: En esta sala, dividida en dos secciones, se explica cómo funcionan los ojos, cuál es el papel de la luz en el proceso de visión, qué son las ilusiones ópticas y cuáles son los problemas de visión más comunes.
- La luz y la biosfera: Esta sala muestra la importancia de la luz para el origen, desarrollo y sustento de la vida en la Tierra, gracias a sus interacciones con la atmósfera, el suelo, el agua y los seres vivos.

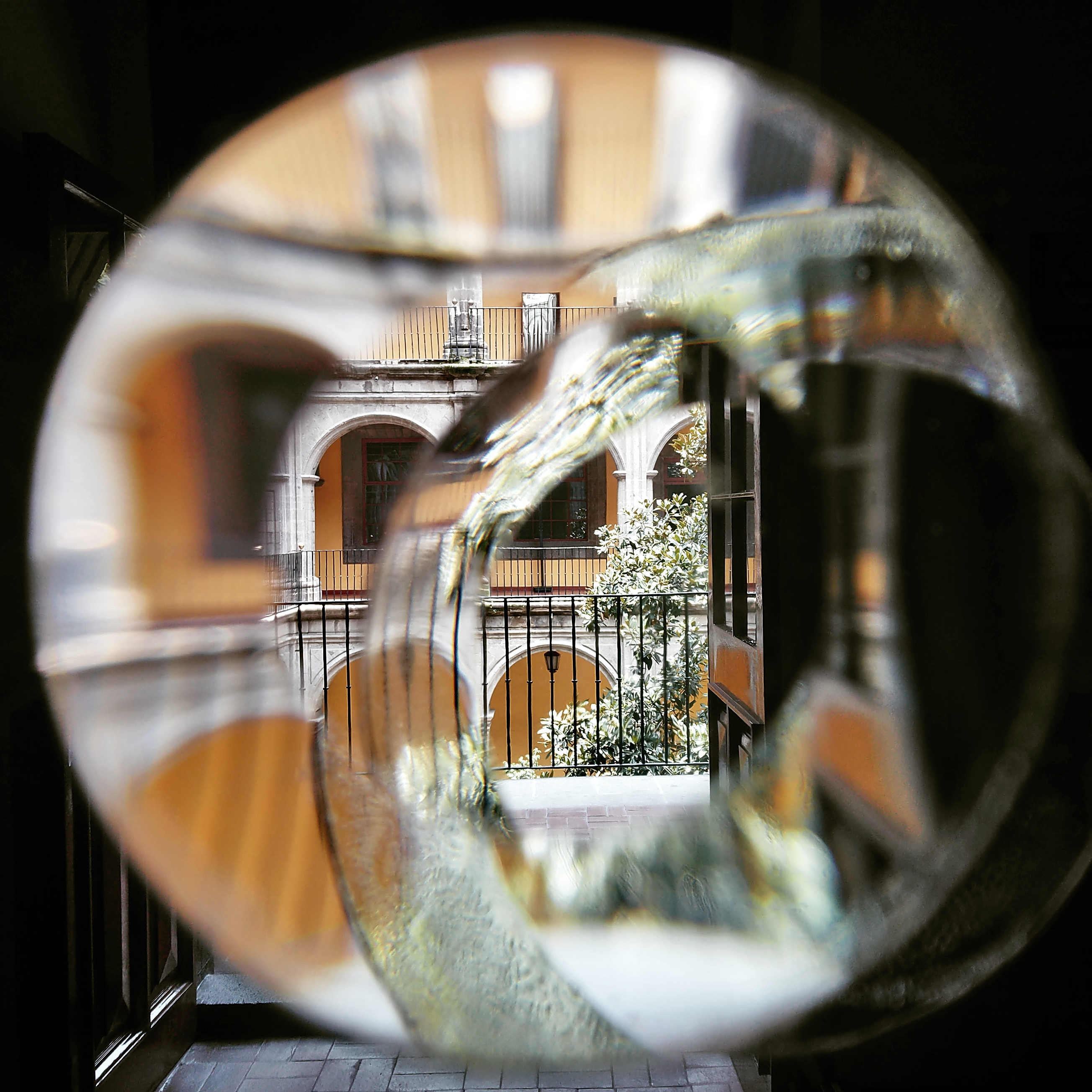
Naturaleza de la luz: "La Luna" de Narcissus Quagliata

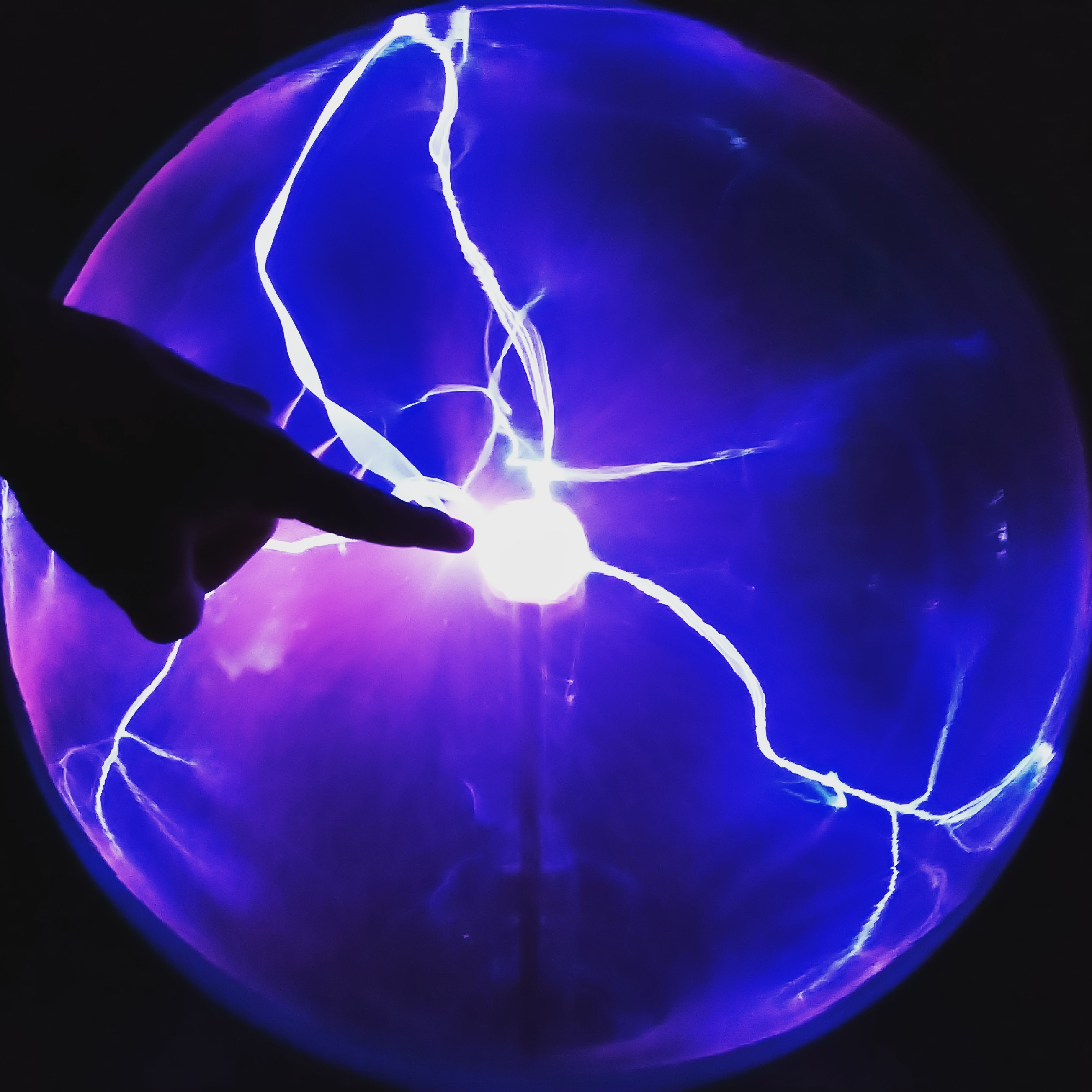
Naturaleza de la luz: Esfera de plasma

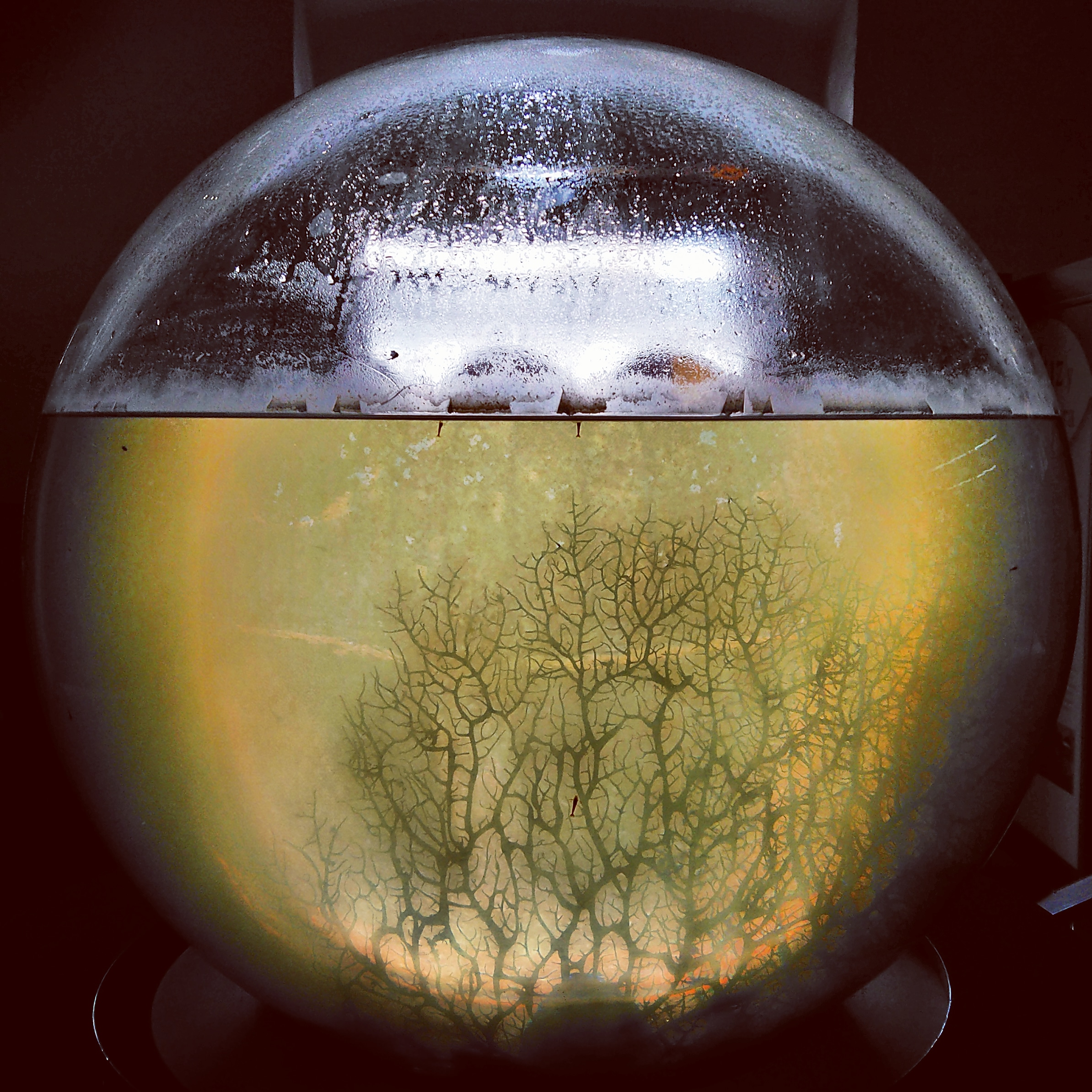
La luz y la biosfera: Ecoesfera, un ecosistema cerrado desde 1996

El Museo de la Luz también cuenta con un Gabinete del optometrista, un espacio en el que los visitantes pueden solicitar asesoría personalizada para el cuidado de su salud visual, servicio brindado por jóvenes egresados de la licenciatura de Optometría de la Facultad de Estudios Superiores Iztacala.

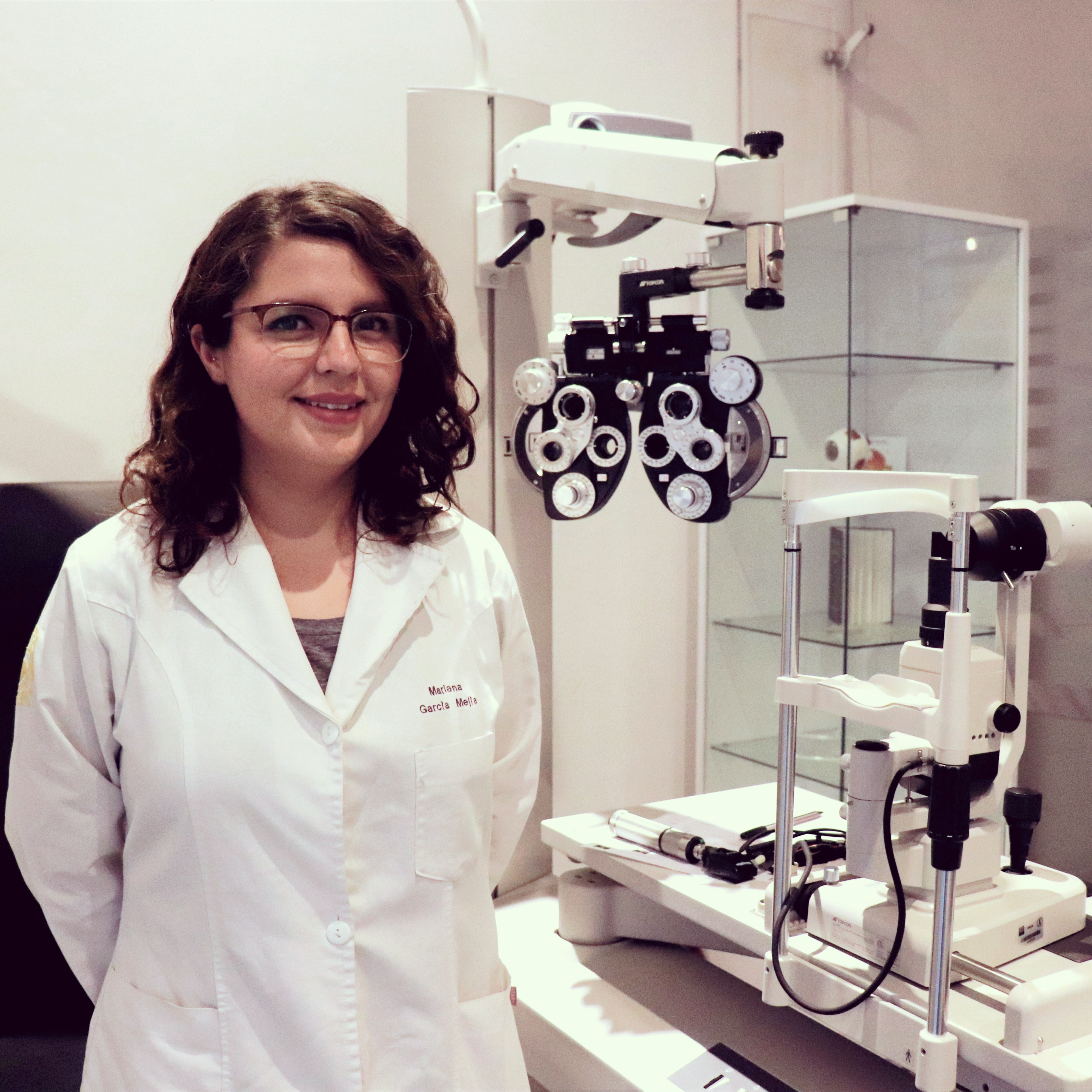
Gabinete del optometrista del Museo de la Luz

La planta baja del Museo de la Luz cuenta con una sala para exposiciones temporales.

## Actividades

### Actividades regulares
El Museo de la Luz cuenta con una variedad de actividades para sus visitantes:
- Diálogos de Ciencia, Arte e Historia: Conferencias de investigadores, especialistas en distintas áreas del conocimiento, acerca de sus temas de investigación en relación con las temáticas del museo.
- Domingos en la Ciencia: Conferencias de los miembros de la Academia Mexicana de Ciencias, investigadores reconocidos a nivel nacional e internacional, que buscan despertar el interés del público y motivar vocaciones científicas.
- Charlas de Anfitriones: Los anfitriones del museo hablan sobre la importancia de la luz en distintos campos de la ciencia, la tecnología y las humanidades.
- Cine Club: Exhibición de películas y documentales, agrupados en ciclos de cine, en torno a algún tema de la ciencia o la ficción. En la última proyección de cada ciclo, se realiza un Cine Debate con un ponente invitado.
- Noche de Museos: El último miércoles de cada mes, el Museo de la Luz recibe a los visitantes en horario nocturno, con la realización de visitas guiadas por la exposición permanente, demostraciones y actividades especiales.

### Actividades permanentes
El museo ofrece talleres y demostraciones experimentales, tanto para quienes visitan sus instalaciones como para aquellos que solicitan estas actividades en entornos escolares o eventos foráneos, a través del Programa Extramuros del Museo de la Luz, pionero en su tipo.

#### Talleres

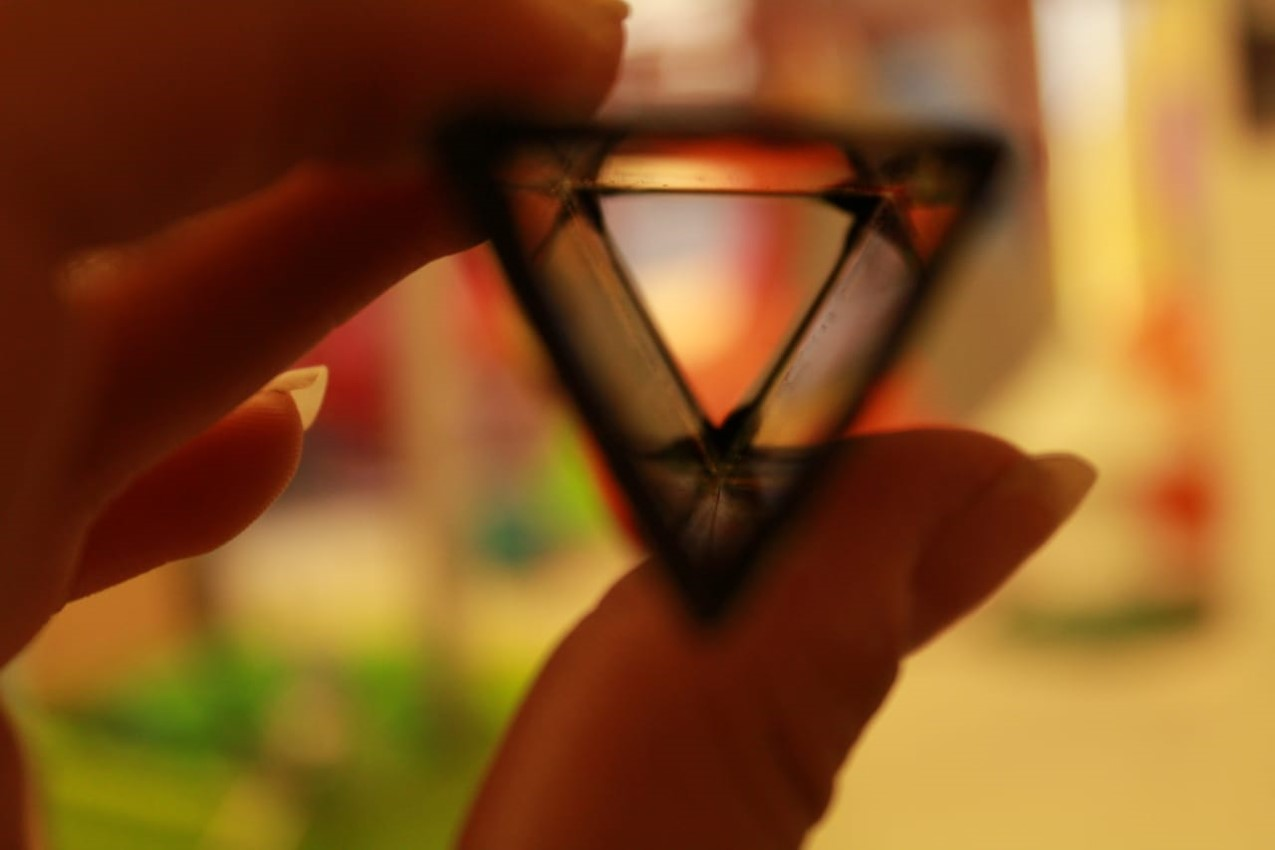
Talleres: Elaboración de un Caleidoscopio

- Anamorfismo
- Caleidoscopio
- Círculo cromático
- Columpio electromagnético
- Disco de Newton
- Ilusión del movimiento
- Muralismo
- Principio de la fotografía
- Reloj solar
- Taumatropo
- Vitralismo

#### Demostraciones experimentales
- Concentrador solar y energías renovables
- Prismas, lentes y filtros
- Luminiscencias
- Colores a la flama
- Estructura y funcionamiento del ojo
- Disección de ojo
- Microscopio
- Heliodón

#### Visitas guiadas
El museo ofrece distintas visitas guiadas al público:
- Recorrido por la exposición permanente
- Recorrido histórico y artístico
- Recorrido de sensibilización hacia la discapacidad visual

## Historia del recinto

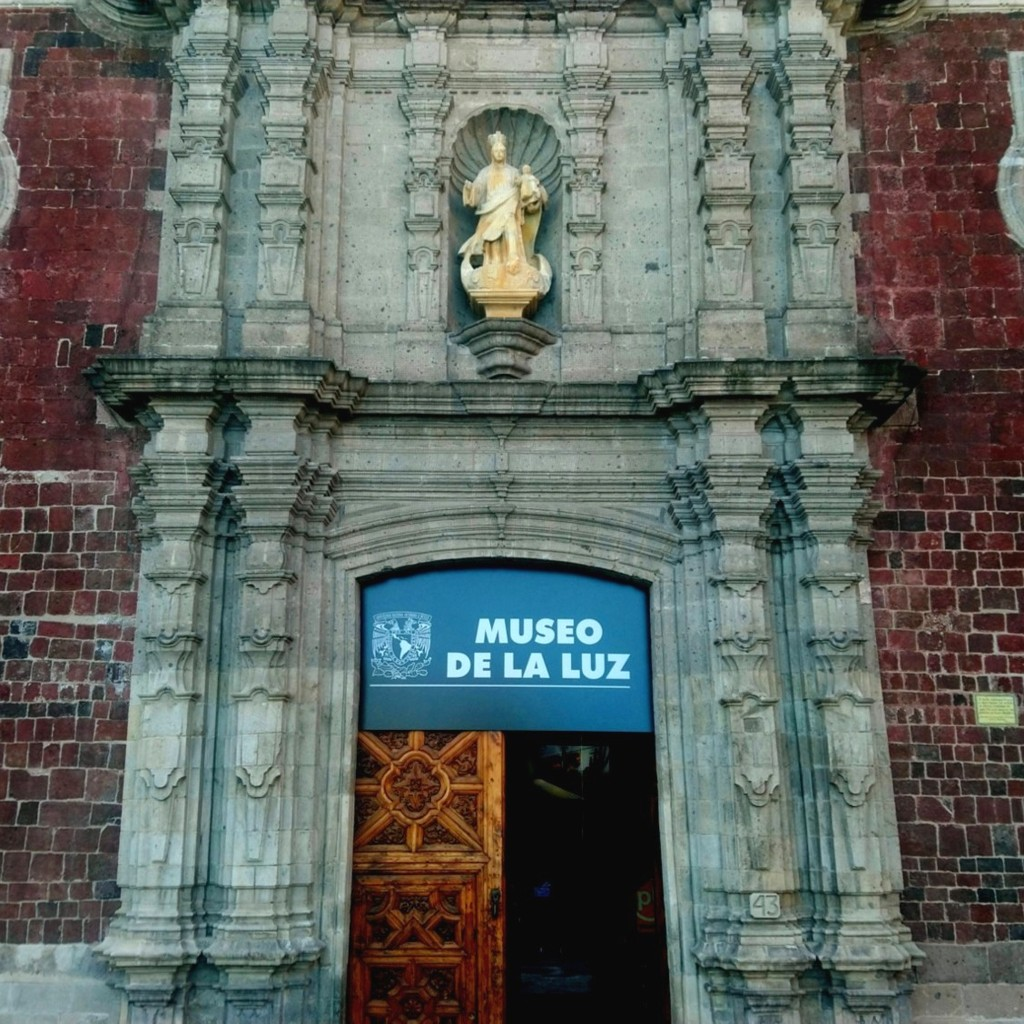
Portada del Patio Chico del Antiguo Colegio de San Ildefonso

El Antiguo Colegio de San Ildefonso fue fundado en 1588 por la Compañía de Jesús. En un principio, fungió como residencia de los estudiantes del Colegio Máximo de San Pedro y San Pablo y, más adelante, también fue uno de los centros educativos más importantes de la Nueva España.
Después de la expulsión de los jesuitas, en 1767, el conjunto tuvo diversos usos: cuartel de un batallón del regimiento de Flandes, colegio dirigido por el clero secular, sede temporal de la Escuela de Jurisprudencia y de la Escuela de Medicina, y cuartel de tropas norteamericanas (1847) y francesas (1862).
En 1867, bajo el mandato del presidente Benito Juárez, se fundó en este espacio la Escuela Nacional Preparatoria, cuyo primer rector fue el Dr. Gabino Barreda. En 1910, la Escuela Nacional Preparatoria pasó a formar parte de la UNAM.
En 1978, el Antiguo Colegio de San Ildefonso dejó de albergar al Plantel 1 de la Escuela Nacional Preparatoria y cerró sus puertas hasta 1992, año en que dos de sus patios (Grande y de Pasantes) fueron restaurados y reincorporados a la vida cultural de la Ciudad de México, con la creación del Museo del Antiguo Colegio de San Ildefonso. Por su parte, la UNAM conservó el Patio Chico y lo destinó a su Filmoteca, cuya misión es la conservación, restauración e investigación del patrimonio fílmico de México.
En 2010, la Filmoteca cambió su sede a Ciudad Universitaria y la UNAM destinó el Patio Chico del Antiguo Colegio de San Ildefonso como segunda sede del Museo de la Luz.

## Arte en el recinto

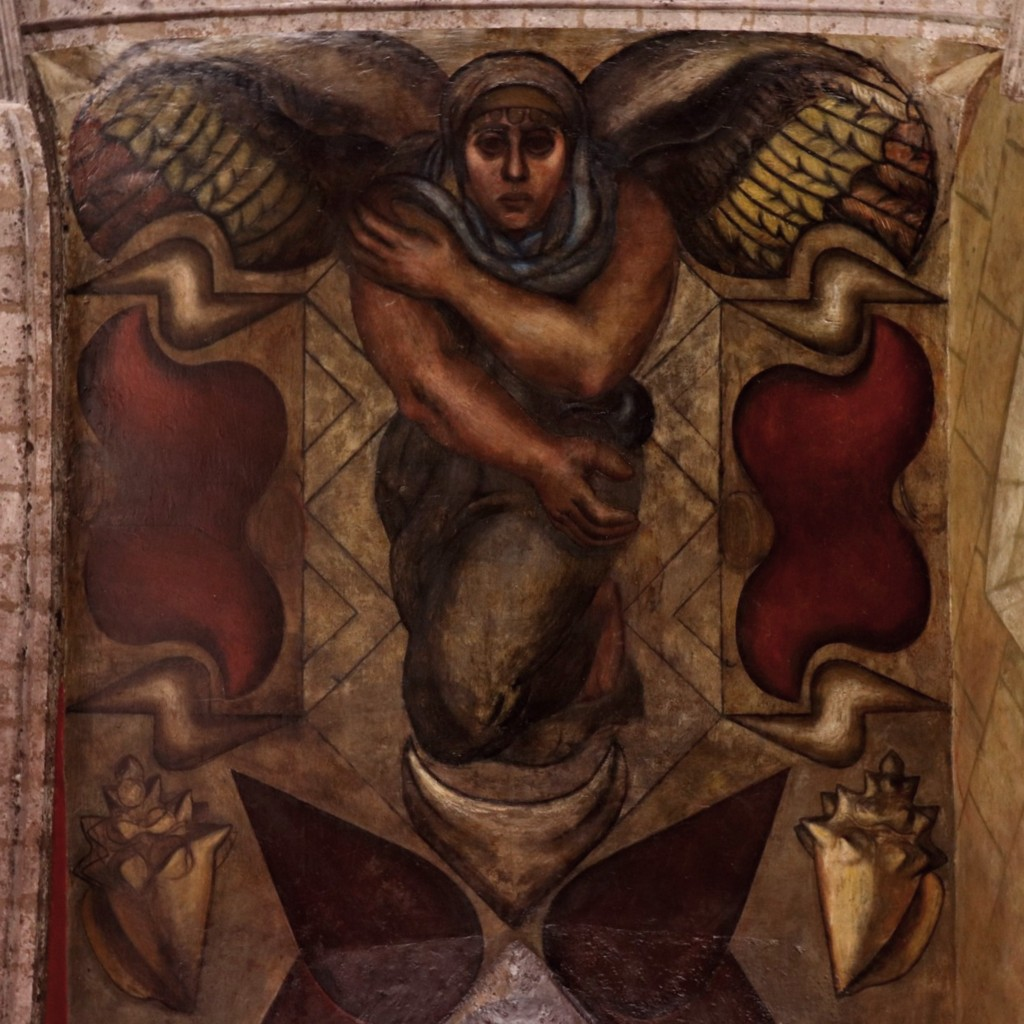
Muralismo en el Patio Chico del Antiguo Colegio de San Ildefonso

El Antiguo Colegio de San Ildefonso es un conjunto arquitectónico agrupado en torno a tres patios: Grande, de Pasantes y Chico. Este último -el más antiguo de ellos- fue dedicado a la Virgen del Rosario, cuya imagen, tallada en piedra, aún permanece sobre la portada de la fachada exterior. Durante la época colonial, la fachada sufrió varias reconstrucciones, la última de las cuales fue realizada por el arquitecto Pedro de Arrieta a principios del siglo XVIII. Ese trabajo, realizado en estilo barroco, es el que podemos apreciar hasta la actualidad, con algunas modificaciones.
En 1921, el secretario de Educación Pública José Vasconcelos, invitó a los artistas plásticos emanados de la Revolución mexicana a pintar los muros de los edificios públicos, como el Antiguo Colegio de San Ildefonso. El cubo de la escalera del Patio Chico le fue concedida a David Alfaro Siqueiros quien, entre 1923 y 1924, inició una serie de pinturas utilizando las técnicas del fresco y la encáustica. La obra -que quedó inconclusa- consta de varios temas, cuyos títulos son: La alegoría de los cinco elementos, El entierro del obrero sacrificado, Los mitos y El llamado de la libertad.
En el segundo nivel del edificio se ubica un vitral del siglo XX, llamado El triunfo de la ciencia y el trabajo sobre la pereza y la ignorancia, de autor desconocido. El valor de este vitral radica en que reproduce un mural del pintor Juan Cordero: El triunfo de la ciencia y el trabajo sobre la envidia y la ignorancia, pintado en 1874, que se encontraba en el cubo de la escalera del Patio Grande y fue destruido para dar cabida al vitral La bienvenida, que permanece hasta la actualidad. El tema del mural estaba inspirado en la filosofía positivista, por lo que se le considera un parteaguas en la historia del arte mexicano.

## Primera sede del Museo de la Luz

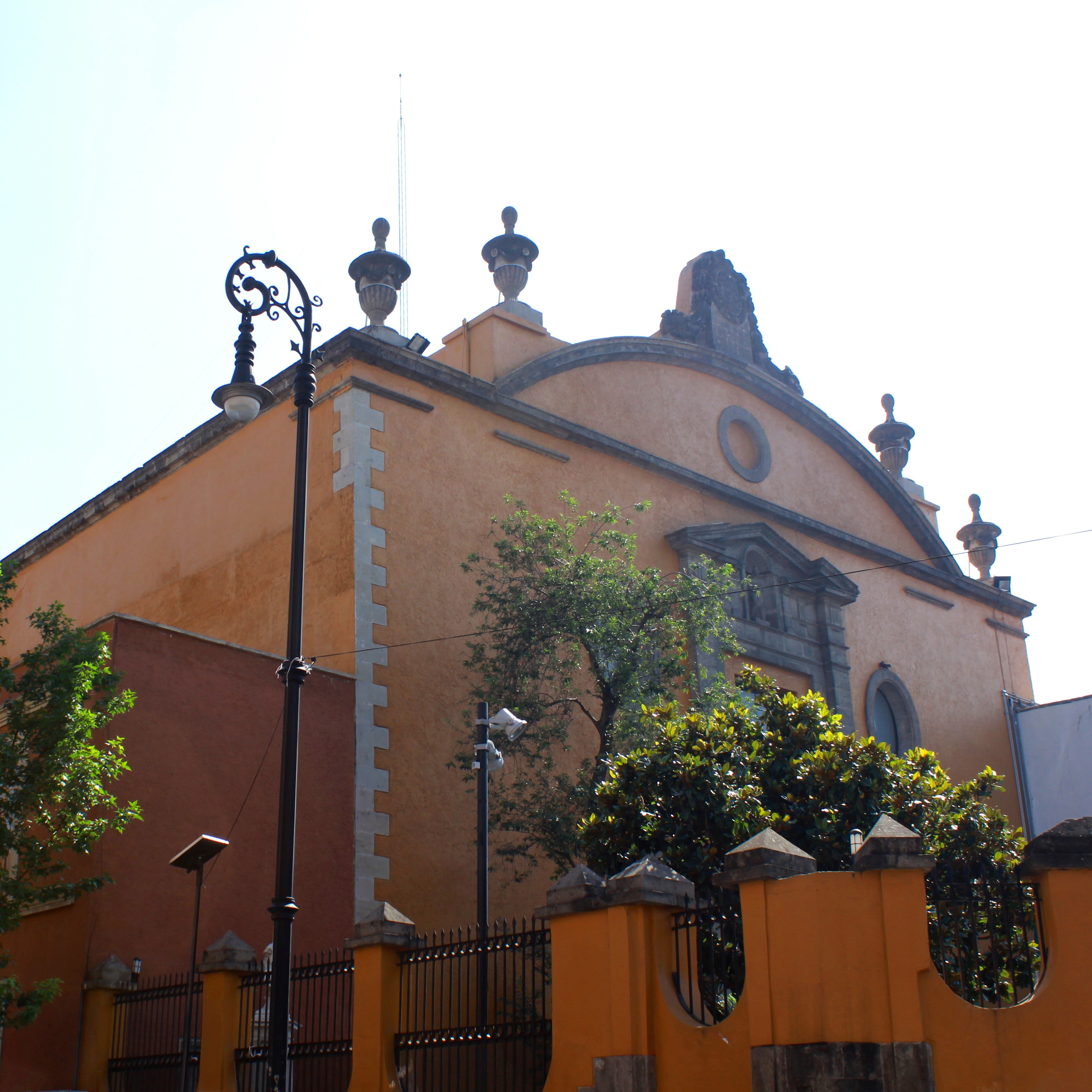
Antiguo Templo del Colegio Máximo de San Pedro y San Pablo, primera sede del Museo de la Luz

La primera sede del Museo de la Luz fue el Antiguo Templo del Colegio Máximo de San Pedro y San Pablo, en el centro histórico de la Ciudad de México, donde permaneció de 1996 a 2010. Este sitio fue construido por la Compañía de Jesús entre 1576 y 1603, y funcionó como templo durante 164 años, hasta la expulsión de los jesuitas en 1767. 
Tras la independencia de México, el Congreso Constituyente se instaló en el Antiguo Templo del Colegio Máximo de San Pedro y San Pablo, el 24 de febrero de 1822. Cuatro meses después, a este lugar acudió Agustín de Iturbide a prestar juramento como primer emperador de México. En 1824, a la caída del Primer Imperio Mexicano, el Antiguo Templo del Colegio Máximo de San Pedro y San Pablo fue cuna de la primera Constitución de México como república representativa, popular y federal.
Cuando el Congreso se trasladó al Palacio Nacional, el edificio cumplió otras funciones: biblioteca, colegio militar, cuartel, almacén de forraje, café cantante y escuela correccional.
En 1922, José Vasconcelos instaló en este sitio la Sala de Discusiones Libres y encomendó a los artistas Roberto Montenegro y Jorge Enciso la decoración de pilastras, arcos y bóvedas. Montenegro realizó el mural Árbol de la Vida o Árbol de la Ciencia que -con profundas modificaciones- aún se ve al fondo del edificio. También se tiene la obra El Zodiaco, pintada por Xavier Guerrero en la capilla cupulada. El lugar conserva intactos los vitrales La Vendedora de Pericos y El Jarabe Tapatío, diseñados por Montenegro y Guerrero, que fueron construidos por Enrique Villaseñor, así como el vitral con el escudo de la - entonces- Universidad de México, realizado por el propio Enciso.
En 1929, el Antiguo Templo del Colegio Máximo de San Pedro y San Pablo se integró al patrimonio universitario. De 1944 a 1979, el recinto albergó a la Hemeroteca Nacional. Tras 17 años de abandono, la Universidad destinó este inmueble como sede del Museo de la Luz. En 2010, en el marco del Bicentenario de la Independencia de México, el Antiguo Templo del Colegio Máximo de San Pedro y San Pablo fue convertido en el Museo de las Constituciones. Fue así que, tras 14 años de actividades en su primera sede, el Museo de la Luz se mudó a su actual ubicación, donde continúa iluminando al centro histórico de la Ciudad de México.